# Ich bin voller Hass – und das liebe ich
Ich bin voller Hass – und das liebe ich ist ein Buch des Fernseh- und Hörfunkautors Joachim Gaertner, das im Jahr 2009 im Eichborn Verlag erschien und im Untertitel als „dokumentarischer Roman“ bezeichnet wird.

## Hintergrund und Inhalt
Am 20. April 1999 verübten der 18-jährige Eric Harris und der 17-jährige Dylan Klebold den Amoklauf an der Columbine High School, bei dem sie 13 Menschen töteten, weitere 24 zum Teil schwer verletzten und sich anschließend selbst das Leben nahmen. Im Jahr 2006 veröffentlichten die Ermittlungsbehörden über 900 Seiten mit den persönlichen Aufzeichnungen der Täter, bestehend aus Tagebucheinträgen, Schulaufsätzen, E-Mails, Online-Chatverläufen, Kalendernotizen, Einkaufszetteln und Kassenbons. Aus diesem Material sowie Auszügen aus Vernehmungsprotokollen und Interviews erstellte Gaertner eine knapp 190 Seiten lange, aus 15 Kapiteln bestehende Montage. Sie beginnt mit zwei Schulaufsätzen der Täter von August 1998 – dem Beginn ihres letzten Schuljahres – und endet mit einem Auszug einer aufgezeichneten Notrufaufnahme vom Tattag. Gaertner verzichtete auf begleitende Kommentare und versah das Buch lediglich mit einem Nachwort.

## Rezeption
Kolja Mensing befand, dass es Gaertner weniger um die genaue Rekonstruktion des Tathergangs als vielmehr um die beklemmende Frage gehe, wie zwei durchschnittlich begabte Teenager über Monate hinweg einen Massenmord vorbereiten konnten, ohne dass ihre Umgebung Notiz davon nahm. Am verstörendsten seien jene Momente in Gaertners „Montage des Bösen“, in denen die Hinweise auf die bevorstehende Tat deutlich zu Tage treten und übersehen würden.
Hauke Friederichs schrieb in Zeit Online: „Gaertner nimmt seine Leser mit in eine verstörende Welt, die Parallelwelt von Eric Harris und Dylan Klebold. Er zeigt, wie aus Demütigung Wut, wie aus Wut Hass und aus Hass Gewalt entsteht […] Der Autor komponiert sein Material zu einer Sammlung einer angekündigten Tragödie. Er zitiert Psychologen, Lehrer, Mitschüler der Attentäter und auch die Eltern, um die kruden Äußerungen der Amokläufer einzuordnen. Dennoch lässt dieser „Dokumentarische Roman“ den Leser verstört zurück. Es fehlt eine Einordnung des Autors, es fehlt eine tiefer gehende Erklärung.“ Gaertner vergebe die Chance, spannende Entdeckungen in dem von den Ermittlern zusammengetragenen Material prominent zu platzieren und zu erläutern und räume Harris mehr Raum ein als Klebold. Das Buch erkläre das Wie – und nur wenig das Warum. Es sei aber dennoch lesenswert, weil der Leser den Gedanken der Täter sehr nah komme.
Henry Bernhard urteilte: „[Das Werk] bringt Struktur in das Material, ordnet, arrangiert, setzt Zusammengehöriges miteinander in Beziehung. Ein „Dokumentarischer Roman“ jedoch, wie es unter dem Titel steht, ist das Buch sicher nicht, eher ein faszinierend-erschreckendes Puzzle, das zwei tote Menschen, die nach ihrer Tat als Monster galten, wieder zu Menschen werden läßt.“

## Adaption
Das Buch wurde in seinem Erscheinungsjahr vom WDR für die Hörspiel-Dokumentation Hass! Mehr Hass! Die Geschichte von Eric und Dylan mit Florian Lukas und Marek Harloff in den Sprechrollen von Harris bzw. Klebold adaptiert.

## Ausgaben
- Joachim Gaertner: Ich bin voller Hass – und das liebe ich. Dokumentarischer Roman. Eichborn Verlag, Berlin 2009, ISBN 978-3-8218-5848-7.